# Santo Stefano Rotondo
A Santo Stefano Rotondo (olaszul: Basilica di Santo Stefano Rotondo al Monte Celio) Róma egyik legrégebbi bazilikája, a Celio dombon található. Szent István vértanú tiszteletére szentelték fel az V. században. Bíborosi címtemplom (1946 és 1975 között Mindszenty Józsefé), a magyarok "nemzeti temploma" Rómában. Számos magyar emlék van a templomban, ami annak köszönhető, hogy egy időben a pálosok kezelésében volt, később pedig a Collegium Germanicum et Hungaricum birtokába került, még ma is hozzájuk tartozik. Körtemplom, nem szokványos alaprajzát feltételezhető jeruzsálemi mintaképe, a Nagy Konstantin által építtetett centrális elrendezésű Szent Sír-templom magyarázhatja. Emellett építésének koncepcióját meghatározhatta A jelenések könyvében leírt új Jeruzsálem.

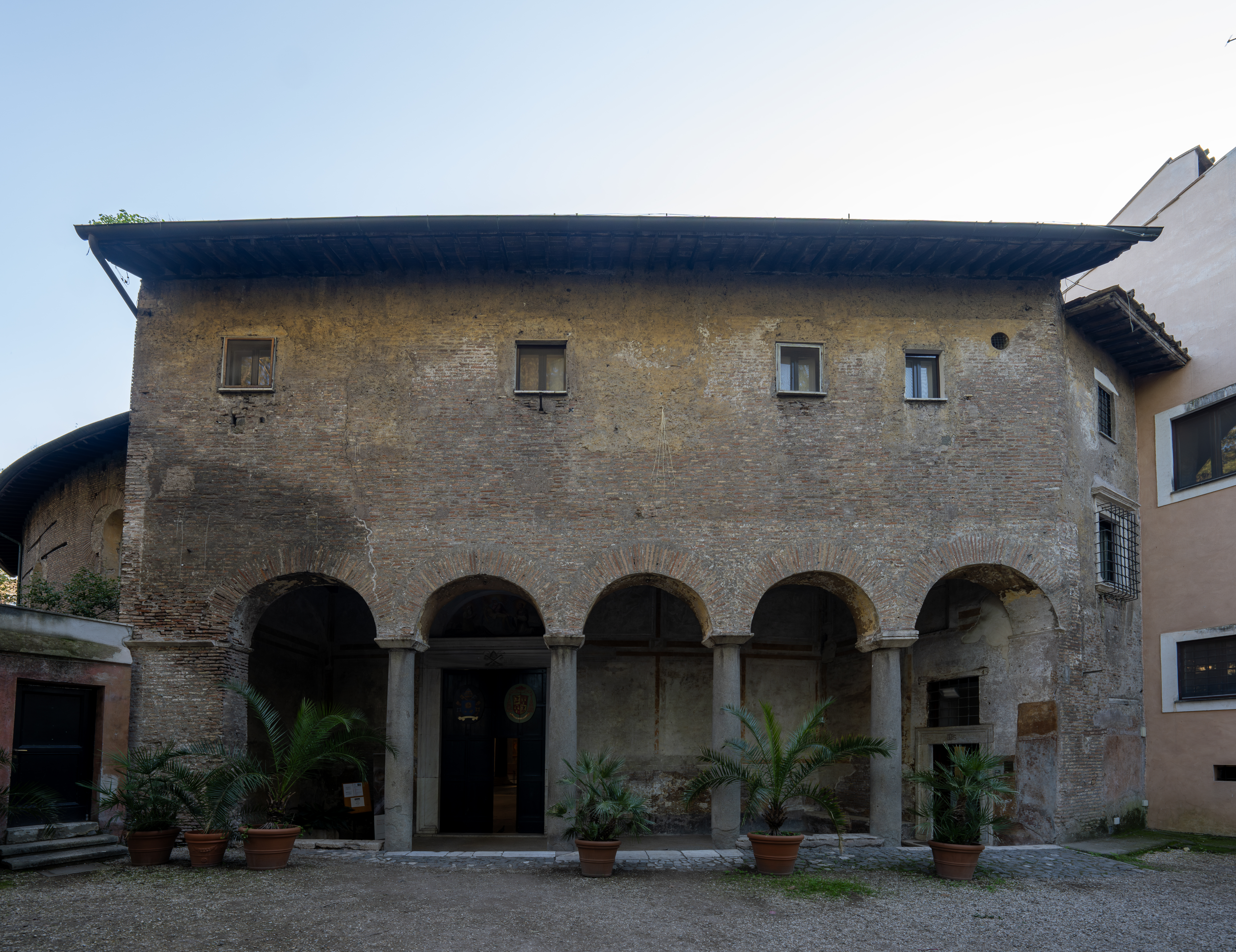
Santo Stefano Rotondo mai képe.

## Fekvése
A templom a Celio dombon áll, a Laterán szomszédságában. A Via di Santo Stefano Rotondo a Largo delle Sanita Militare térből nyílik. A tér megközelíthető a Colosseum mögött induló Via Claudia felől. A Via di Santo Stefano Rotondo másik vége a Lateránból indul. A templom egy kertben helyezkedik el, a Via di Santo Stefano Rotondo és a Via della Navicella sarkánál. A kertbe egy kapu vezet, felette a Chiesa S. Stefano Rotondo felirat szerepel.
„Aki a Via Appián érkezik az Örök Városba, már messziről, még mielőtt a város falait elérte volna, látja a Caelius dombot koronázó Santo Stefano templomát. Valamikor ez az épület nagyobb hatást kelthetett mint ma. Sorozatos átalakítások sokat változtattak eredeti alakján, de még ma is megkapóak nagy, architektonikus vonalai."

## Az eredeti és a mai templom
A templom szerkezetét a három koncentrikus kört formáló, bentről kifelé haladva alacsonyabb oszlopok képezték, illetve kívül fal határolta. Az oszlopokkal együtt mérve 12 méter sugarú belső kört, 22 ión oszlop alkotja. Ennek övgerendázata magasan kiemelkedő hengeres falazatot, tamburt tart, ez enyhe hajlású sátortetővel van lefedve. Ebben az eredeti 22 helyett már csak 8 félköríves ablakot láthatunk, 14-et befalaztak. A belső résznek a magassága és a szélessége megegyezik. Az eredeti kompozíció szerint a középső gyűrű befelé és kifelé is nyitott volt, kifelé ívesen összekötött 36 oszlop és 8 T alakú pillér található, úgy, hogy a pillérek a kápolnák irányában négy, a kápolnák között öt oszlopot fognak közre. Mára, a megmaradt kápolna kivételével, az átjárás megszűnt, az árkádokat befalazták, ez lett a mai templom külső fala. A második körnek az átmérője 42 méter. A legkülső koncentrikus kört tömör fal alkotta, mely az épületrészek szerepe szerint változó magasságú volt. Az eredetileg 66 méter átmérőjű körbe egy görög keresztet írtak, melynek négy ágát négy kápolna jelölte ki. A kápolnák külső fala 10,5 méter magas volt, a templom belseje felé a már említett oszlopközökön át lehetett járni. A keresztkápolnák közötti körfalszakaszok alacsonyabbak voltak (6 méter), mindegyiken két bejárattal, vagyis a Santo Stefano Rotondonak eredetileg nyolc külső kapuja volt. A külső gyűrű kápolnák közti részét íves fallal kettéválasztották, a kapukon belépve egy fedetlen udvarra érkezett a látogató, ahonnan jobbra és balra is egy-egy kápolna oldalfala volt, rajta szintén egy kapuval. A másik rész fedett volt, a kápolnákat kötötte össze, háromosztatú bejárat nyílt innen a kápolnákba. (Az V. századi templom rekonstrukciója képen ez a részlet nem szerepel.) A külső fal és a négy kápolnából három ma már nincs meg.

## Titulusa
Szent István (vértanú) ereklyéit 415-ben találták meg Jeruzsálemben, kultusza Szent Ágoston írásai nyomán gyorsan terjedt. Számos tiszteletére felszentelt templom épült Itáliában is, közte a Santo Stefano Rotondo. A főoltárt a XV. században több szent tiszteletére szentelték fel, ezt táblán örökítették meg: „Isten dicsőségére, Szűz Mária Isten anyja, valamint Szent János evangélista, Szent András, Fülöp és Jakab apostolok, Szent István protomártír, Szent Lőrinc, Szent Pongrác vértanúk, Szent Miklós, Szent Márton hitvallók, valamint István, Imre és László magyar szent királyok tiszteletére szentelték."

## Története

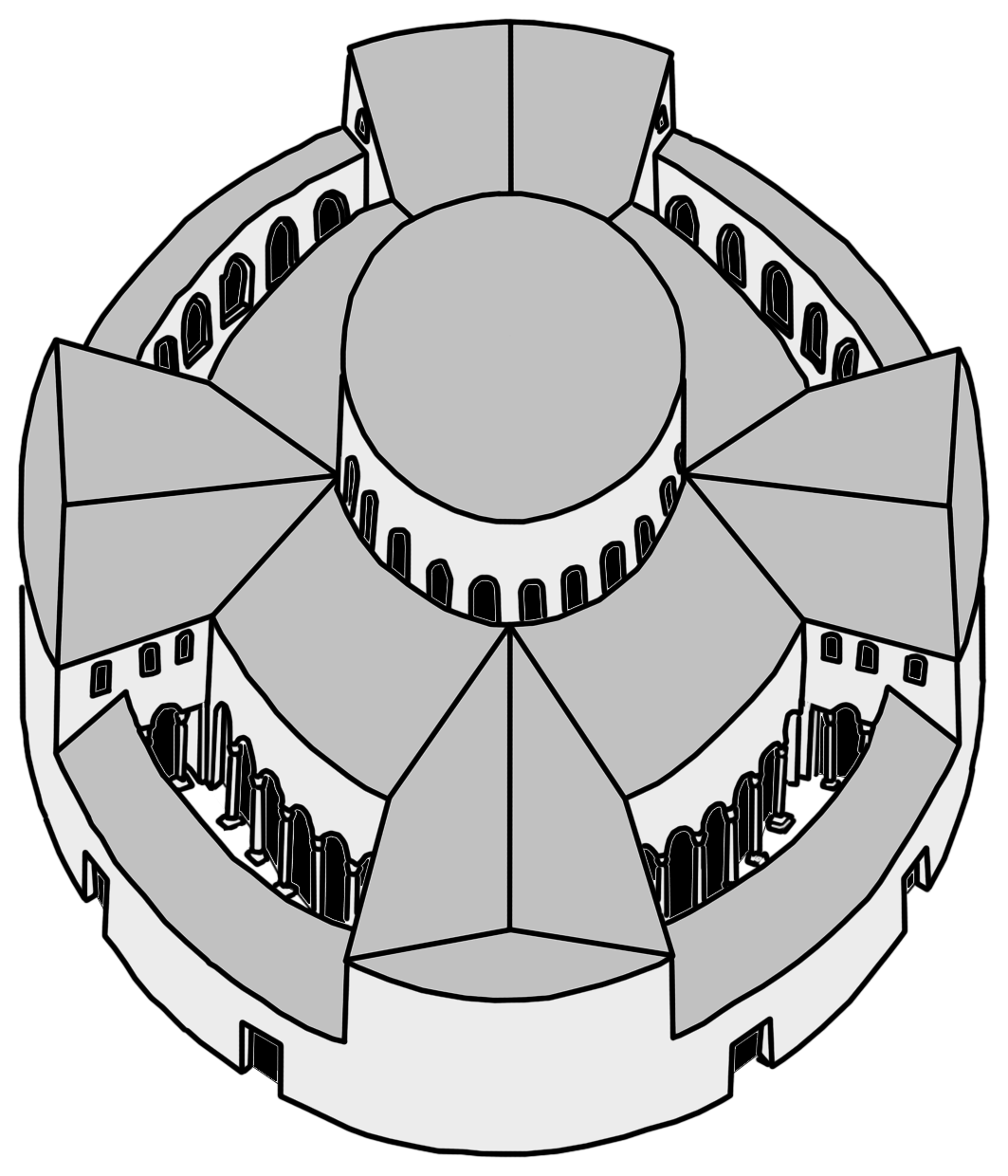
Az V. századi templom rekonstrukciója.

### Felépítés
Hosszú ideig antik építménynek tekintették, leginkább Nero római császár idején épült Macellum Magnummal azonosították, ami egy piac volt. Az is a Celio hegyen állt és érmén fennmaradt képe szerint kör alaprajzot mutatott. Azt feltételezték, hogy ezt alakítottak át keresztény templommá. A XX. század kutatásai azonban egyértelműen bizonyították, hogy ókeresztény épületről van szó, habár egy antik épületcsoport visszabontásával alakították ki az építkezés helyét. A császárkorban a dombon laktanya volt, a „Castra Peregrinorum", aminek eredete a Kr. u. I. századig vezethető vissza. A katonai szálláshellyel összefüggésben Mithrász-szentély is állt itt, ami a IV. század végéig működött. A szentélyt az építendő körtemplom padlószintjéig bontották vissza, így annak részei megmaradtak, fel is tárták. A kör alakú templomot nagy valószínűséggel a 450-es években kezdték építeni Nagy Szent Leó pápa kezdeményezésére. Majd I. Simplicius pápa (468–483) szentelte fel Szent István diakónus, első vértanú tiszteletére.

### Díszítés, bővítés
A VI. században I. János pápa (523–526) a falakat márványberakással, majd utóda, IV. Félix pápa (526–530) mozaikkal díszítette. A hagyomány Nagy Szent Gergely pápa (590–604) itteni prédikációjához köti a templomban található fehér márvány trónust. I. Theodórosz pápa (642–649) a Via Nomentanáról a templomba hozatta a diocletianusi keresztényüldözésben mártírrá lett testvérpár, Primus és Felicianus ereklyéit, amit a bejárat bal oldalánál lévő, a mártírokról elnevezett kápolnába helyeztek el. A kápolna apszisát bizánci stílusban mozaikkal díszítették, ami a Krisztus arcképét hordozó, drágakövekkel kirakott kereszt (crux gemmata) két oldalán a megdicsőült vértanúkat ábrázolja. I. Adorján pápa (772–795) restauráltatta és magasíttatta a templomot.

### Pusztulás és helyreállítás
VII. Gergely pápa (1073–1085) és IV. Henrik német-római császár közti harcban normannok rongálták meg az épületet. Még súlyosabb harcokra került sor Rómában II. Ince pápa (1130–1143) és II. Anaklét (ellenpápa) (1130–1138) között, ami a templom további pusztulását okozta. Anaklét halálával aztán a harcok lezárultak és II. Ince rendbe hozatta a templomot, habár a külső kört a középső oszlopsor befalazásával leválasztotta, ezáltal leszűkült az épület, a négy kápolnából csak egy, a már említett mártíroké maradt meg. Ekkor falazták be az ablakokat is, ekkor épült az oltár fölé a háromívű támasz, illetve az ötívű oszlopcsarnok a bejárat elé.
A XV. századra ismét nagyon leromlott az épület állaga, a teteje beszakadt. Ezért V. Miklós pápa (1447–1455), aki amúgy is nagy építtető volt, 1452 és 1454 között Bernardo Rossellini építésszel restauráltatta az épületet. Ekkor került a templom közepére a reneszánsz márványoltár, illetve az előtér utáni kettős kapuzat is reneszánsz kiképzést kapott és egy emléktáblát V. Miklós érdemeivel. Kolostort építtett a templom mellé a pálosok számára, ami loggiás reneszánsz udvart és díszkutat kapott (az udvar az egykori templom területén van). A nyolcszögletű díszkutat címerek díszítik: többek között X. Leó pápáé, aki befejezte a kolostor bővítését és Luxemburgi Zsigmondé.
A XVI. század közepén az előcsarnok falait Szent István vértanú és Remete Szent Pál életéből vett események megfestésével díszítették, a festményeket csak a XX. század végén tárták fel, habár ismert volt XVI. századi leírásokból.
A XVI. század végén Michele Lauretano, a Collegium Germanicum et Hungaricum első rektora készíttette a reneszánsz oltár körüli szentélykorlátot, amit több helyen is XIII. Gergely pápa (1572–1585) címere díszít. Külső és belső oldalát összesen 24 falmező tagolja, mindegyikben a sárga különböző árnyalataival festett reliefszerű képpel, melyek Szent István első vértanú életének eseményeit, valamint az ereklyéinek megtalálásakor történt csodákat ábrázolják. A festmények elkészítésével a Pomaranciónak is nevezett Niccolò Circignani firenzei művészt bízták meg. 1583-ban Pomarancio megbízást kapott arra, hogy festményekkel díszítse azt a 34 – egyenként csaknem 10 négyzetméteres – falfelületet, mely a külső oszlopgyűrű közeinek XII. században történt befalazásával jött létre. A gazdag és terjedelmes ikonográfiai program megvalósításában rajta kívül még Matteo da Siena vett részt, aki a háttér perspektíváit és tájait festette. A freskók a mártíromságot szenvedett vértanúk megpróbáltatásait és megkínzását ábrázolják a valósághűség legfelső fokán. A freskóciklus Krisztus keresztre feszítésének ábrázolásával kezdődik, melyet Szent István első vértanú megkövezésének jelenete követ. Minden festmény latin és olasz nyelvű magyarázó szöveggel van ellátva. Fent zsoltárokból vagy a prófétáktól vett idézetek olvashatók, majd a keresztényüldöző császárok felsorolása következik, Nerótól Diocletianusig. A képek alsó részén lévő szöveg pedig a vértanúk neveit és az elszenvedett kínzások leírását, megnevezését tartalmazza.

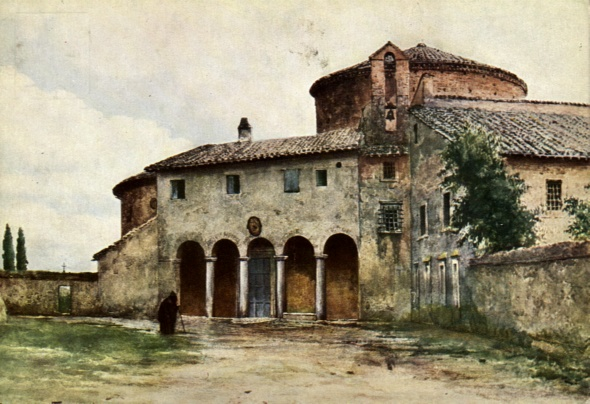
Santo Stefano Rotondo Ettore Roesler Franz XIX. századi festményén

VI. Piusz pápa (1775–1799) rendelkezése értelmében Szent István király tiszteletére kápolnát építettek a templomban. XII. Piusz pápa (1939–1958) pontifikátusának végén a már romos épületben régészeti kutatásokat indítottak a templom alatt húzódó római kori maradványok hitelesítésére. Ennek nyomán 1973-ban találták meg a római kori Mithrász-szentélyt. A kutatások és a restauráció azóta is tart.

## Magyar vonatkozások

### Pálosok
A templom magyar vonatkozásainak alapját a Pálos rend adja. A pálosok 1404-ben telepedtek meg Rómában. Kapusi Bálint pálos szerzetes, a Szent Péter-bazilika magyar gyóntatója, 1454-ben elérte V. Miklós pápánál, hogy a templomot átengedje rendje számára. A pápa cserébe a frissen restaurált templom állandó gondozását remélte. A pálosok tettek is ebbe az irányba lépéseket, hiszen carrarai márványból reneszánsz tabernákulumot készíttettek, amelynek két oldalán Szent István vértanút és Remete Szent Pált ábrázolták. A főoltárt – többek között – Szent István, Szent László és Szent Imre tiszteletére szentelték fel, ezt táblával is megörökítették. Az egyik kápolna mellékoltárát pedig Remete Szent Pál tiszteletére szentelték fel.
A templomban több magyar síremlék is található, a pálos szerzetesek CIMITERIUM FRATRUM HEREMITARUM 1511 feliratú közös sírja mellett kiemelkedik két sír. A Szent Primus- és Felicianus-kápolna padozatában fekszik Kelemen atya, aki 1473 és 1495 között volt a Szent Péter-bazilikában magyar gyóntató. Sírfelirata így szól: "Itt nyugszik tisztelendő Kelemen atya teste, Szent Pál első remete rendjéből, az Apostolfejedelem bazilikájában a pápa penitenciáriusa. Meghalt 1495. augusztus 26-án." Sírverse Jób könyvéből való (19,25–26): "Tudom, hogy Üdvözítőm él és föltámadok az utolsó napon: megújulnak csontjaim és testemben látom meg Istenemet." Szintén magyar gyóntató volt, de nem pálos, a pestisben elhunyt Lászai János. Síremléke a templom közepén lévő oltárkerítés mögött volt. Sírfelirata szerint: "Io(hannes) Lazo archidi(aconus) Transil(vaniensis) panno(nius) penit(entiarius) ap(ostolicus) dum ann(um) ageret LXXV obiit XVII aug(usti) M.D.XXIII." Magyarul: "Lázói János, erdélyi főesperes, pápai magyar gyóntató, élt 75 évet, meghalt 1523. augusztus 17-én." Ezen a síron saját sírverse olvasható: "Natum quod gelidum vides ad Istrum  /  Romana tegier viator urna  /  Non mirabere si extimabis illud  /  Quod Roma est patria omnium fuitque", ami magyarul így hangzik: "Vándor, ha látod, hogy az, ki a fagyos Dunánál született, most római sírban pihen, ne csodálkozz: Róma mindannyiunk hazája."
A főoltár körüli szentélykorlát belső oldalát díszítő, Szent István vértanú történetét ábrázoló freskóciklus utolsó darabja B. Stephanus Sancti Hungarorum regis predicit ortum felirattal a szent király legendájából azt a jelenetet eleveníti meg, amikor Szent István diakónus megjövendöli Saroltnak fia születését. Az oltárkerítés hátsó bejáratánál lévő kis szobrok Szent Lászlót (zászlóval), Szent Imrét (liliommal) és Boldog Margitot (stigmákkal) ábrázolják.

### Collegium Germanicum et Hungaricum
XIII. Gergely pápa 1579-ben Szántó István jezsuita szerzetes (aki akkor szintén pápai gyóntató volt) javaslatára a templomot elvette a pálosoktól (külföldiek mellett csak egy 90 éves magyar szerzetes lakott a kolostorban) és a templom mellett megalapította a jezsuita vezetésű Collegium Hungaricumot. Mivel csak pár növendék érkezett és a finanszírozás sem volt megoldott, a következő évben összevonták a Collegium Germanicummal, így alakult meg 1580-ban a Collegium Germanicum et Hungaricum, a templom és a kolostor ennek az intézménynek a tulajdonába került.

### Szent István király kápolnája
Mivel VI. Piusz pápa új sekrestyének helyet készítve lebontatta a Vatikánban a San Stefano Ungherese templomot és zarándokházat, cserébe a Santo Stefano Rotondo templomban 1776-ban kiadott bullája értelmében Szent István király tiszteletére készítettek kápolnát, melynek boltívén ez a dedikáció olvasható: Colendae memoriae SS. Stephani Hungarorum Regis et Pauli eremitarum Principes, vagyis: Szent István, a magyarok királya emlékének és Pál, a remeték fejedelmének tiszteletére.

### Mindszenty József címtemploma
Mindszenty József esztergomi érsek 1945-ös római látogatásának első napján kereste fel a Santo Stefano Rotondot, ami arra utal, hogy már ekkor tervei voltak a templommal. Amikor 1945 végén hírül vette bíborosi kinevezését, XII. Piusz pápa elé terjesztette kérését címtemplomára vonatkozóan, így kapta meg az eredetileg másnak szánt Santo Stefano Rotondot. Bíborosi beiktatása után, 1946. március 3-án vette birtokba címtemplomát. Ezen túl azt tervezte, hogy a magyar emlékekben gazdag templomot és a mellette lévő kolostort magyar tulajdonba veszi, felújítja a Szent István király alapította, 1776-ban felszámolásra került zarándokházat, ide költözteti a Pápai Magyar Intézetet, tehát egy magyar központot akart kialakítani Rómában. Terve azonban meghiúsult a Collegium Germanicum et Hungaricum ellenállásán, majd 1948-as letartóztatása után nem tudta folytatni munkáját. Az elképzelés azonban megmaradt és részleges formában 1967-ben a Szent István Ház felépítésével meg is valósult. A házra áldását adta, majd miután a Vatikán, az Egyesült Államok és Magyarország megegyezett  az amerikai követségről való távozásáról, 1971-ben meg is látogatta.